# Rodrigo Afonso de Melo, Conde de Olivença
Rodrigo Afonso de Melo ou Rui de Melo ou ainda D. Rodrigo de Melo, nome que usou depois de receber o título de conde (c.1430 — 25 de novembro de 1487), 1º e único Conde de Olivença, 4º Senhor de Ferreira de Aves e 3º Senhor de Arega (c. 1430 - 25 de Novembro de 1487) foi 1° Capitão, governador e regedor de Tânger, da sua conquista em 28 de Agosto de 1471 a aproximadamente 1484.
Terá sido um dos primeiros vinte e sete cavaleiros a receber a Ordem da Torre e Espada.

## Biografia
D. Rodrigo de Melo, era filho de Martim Afonso de Melo, 3º Senhor de Ferreira de Aves jure uxoris, 2º Senhor de Arega, 2º alcaide-mor de Olivença, e guarda-mor do rei Duarte I de Portugal, e de Margarida de Vilhena, 3ª Senhora de Ferreira de Aves, por sucessão a seu pai, Fernão Coutinho..
Foi também 1º Senhor da Quinta de Água de Peixes, bem como guarda-mor do rei D. Afonso V de Portugal. Acompanhou o rei nas suas expedições ao norte de África. Participou também na expedição de D. João II de Portugal a Arzila.
Casou em 19 de Abril de 1457 com Isabel de Meneses, condessa de Olivença, filha de Aires Gomes da Silva, 2.° senhor de Vagos, e de sua mulher D. Beatriz de Meneses de quem teve três filhas: 
- D. Filipa de Melo (c.1460-1516), sua herdeira, casada com D. Álvaro de Bragança e de quem descende a família Álvares Pereira de Melo, Duques do Cadaval;
- D. Margarida de Vilhena (c.1450- ?), casada com D. Pedro de Castro, o Negligências, de quem foi primeira mulher, sem geração;
- D. Brianda de Melo.

## Tânger
Após os diversos desastres ocorridos nas tentativas de conquista de Tânger, "depois de muitos Conselhos, que El-Rei (D. Afonso V) fez em Lisboa no ano antecedente e nos principios deste (ano) de 1471 sobre a conquista de Tânger, se decidiu por último ser mais conveniente a de Arzila (distante quasi seis légoas ao sul do Cabo de Espartel)  (...). Quiz também o príncipe D. João participar na empresa. "Constava a Armada de trezentas e trinta e oito vélas, entre Náos, Galés, Fustas, e outras embarcações de carga, e vinte e quatro mil homens de tropas, fóra a gente do mar. (...)". Nesta conquista de Arzila,  "morrerão dos Mouros mais de dois mil. Dos Portuguezes ignora-se o numero dos mortos, que de certo foi grande. O despojo desta Praça , que ElRei cedeo todo em beneficio do seu Exercito , avaliou-se em oitenta mil dobras ; e para seu Governador nomeou o Conde de Valença D. Henrique de Menezes, filho do illustre Conde de Vianna D. Duarte de Menezes.(...)
"Os moradores de Tanger, aterrados com a tomada de Arzila, e sem esperança de soccorro pela guerra civil em que ardia toda a Mauritânia, abandonarão a Cidade, e passárão-se com os seus bens para differentes partes, de que avisado El Rei, mandou a grão pressa marchar o Marquez de Monte-Mor com hum grosso destacamento para occupar aquella Praça , como fez no dia 28 (de Agosto), achando nella muita artilheria, e munições de guerra; e com o Principe, e o resto do Exercito o seguio de perto. Alli nomeou para Governador a Ruy de Mello , (...); e deixando-lhe huma boa guarnição; sahio a 17 de Setembro com toda a Armada, e entrou em Lisboa a salvamento. "
"Por ocasião da sua partida para Africa mandara D. Afonso V expedir, em 30 de Julho de 1471, um alvará nestes termos: «fazemos saber que falecendo Rui de Melo, do nosso conselho e guarda mor, em esta armada onde ora vai comnosco, nos praz, que um de seus genros que com cada uma de suas filhas casar, qual a ele e a D. Isabel sua mulher mais aprouver, haja o castelo da vila de Olivença», etc. ".
Na História de Tânger, de  D. Fernando de Menezes, o primeiro governo é atribuido a D. João, marquês de Montemaior, filho do duque de Bragança, mas "não governou mais tempo que o da permanencia do rei na cidade, (...) entregando então o governo a Rui de Melo." 
Deixou o Rei, Rui de Melo "com guarnição de 40 cavalos, 160 homens de armas, 130 balesteiros, 180 homens de pé, dez artilheiros e arcabuzeiros, seis atalaias com munições, víveres e demais petrechos para qualquer sucesso, com oficiais para o governo de paz e de guerra, segundo se declara no Regulamento que o rei mandou a Rui de Melo no ano de 1472".

## Conde de Olivença[9]

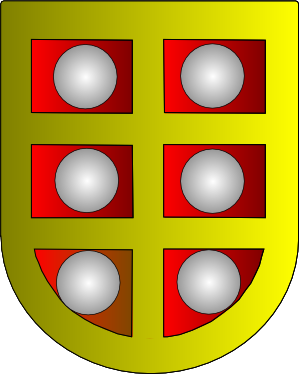
Brasão dos Melos, condes de Olivença.

Em 21 de Julho de 1476, Rui De Melo, "do conselho, guarda mor, e capitão de Tânger, por carta da referida data foi criado conde de Olivença , de que já era alcaide mor desde 16 de Fevereiro de 1469. Rui de Melo, que também se chamou Rodrigo Afonso de Melo, depois de conde passou a ser D. Rodrigo de Melo. 

## Sucessão
Sucedeu na capitania de Tânger, seu irmão D. Manuel de Melo, aproximadamente em 1484.
"Morreu D. Afonso V, começou a reinar D. João II, sobreveio a conspiração do Duque de Bragança e D. Álvaro, genro de Rodrigo de Melo, expatriou-se depois de fins de Maio de 1483, vindo a ser, por sentença de 9 de Agosto de 1480, condenado à morte e confiscação de bens por cúmplice e encobridor, tanto na traição de seu irmão, como na do Duque de Viseu, D. Diogo  . Deixou o Conde de Olivença passar algum tempo e, decorrido êle, apresentou-se a D. João II, pedindo-lhe, em atenção aos seus serviços que sua casa não desaparecesse. Então D. João II, a quem historiadores cortesãos pintam com tão negras cores, outorgou ao Conde a carta de 17 de Janeiro de 1487, pela qual, por dele não ficar filho nem neto varão, habilita sua neta D. Caterina, filha de D. Álvaro e D. Felipa, para nela ter vigor o direito de filho maior varão e poder suceder na casa, apesar de seu pai e mãe estarem fora do reino (Esta carta não surtiu efeito completo, pois que, voltando para Portugal em 1496 os expatriados, quem sucedeu na casa do conde de Olivença foi sua filha D. Felipa, que a transmitiu a seu filho o 1.° conde de Tentúgal (...). Nela declara-se ser a mercê feita ao conde de Olivença «por não ficar d'elle filho nem neto varão») 

## Morte
Morreu o Conde de Olivença a 25 de Novembro de 1487, tendo-o precedido no túmulo a Condessa, já desde 12 de Abril de 1482, e D. João II constituiu-se tutor da pequena D. Caterina, como consta de uma carta de 29 de Abril de 1490.

## Convento dos Lóios
D. Rodrigo deu início à construção do Convento de S. João Evangelista (Convento dos Lóios), em Évora, tendo sido sua filha herdeira, D. Filipa de Melo, quem concluiu este projecto de seu pai. O Convento é contíguo ao Palácio dos Duques de Cadaval, herdeiros de D. Rodrigo. 